# Center Point, Alabama
Center Point är en stad (city) i Jefferson County, i delstaten Alabama, USA. Enligt United States Census Bureau har staden en folkmängd på 16 942 invånare (2011) och en landarea på 15,8 km².